# 中国人民武装警察部队长沙指挥学院
中国人民武装警察部队长沙指挥学院，简称武警长沙指挥学院，是曾经存在的一所武警部队初级指挥干部军事高等院校，隶属武警湖南总队，正师级。现已撤销，改建为训练基地。
学院面向湖南、湖北、广东、河南、海南等地招收应届高中毕业生，毕业授予副连职武警警官。

## 历史
- 1984年11月19日批准，武警湖南总队教导大队正式改建中国人民武装警察部队长沙指挥学校（武警长沙指挥学校）。
- 2004年，建立中国人民武装警察部队指挥学院长沙分院，合署办公。
- 2006年，武警长沙指挥学校、武警指挥学院长沙分院合并，升格中国人民武装警察部队长沙指挥学院。
- 2011年，撤销，改建为训练基地。

## 专业
- 武警指挥专业